# Aethusa cynapium
Aethusa es un género monotípico de plantas de la familia Apiaceae; su única especie, Aethusa cynapium, es una rara planta herbácea natural de Europa, oeste de Asia y noroeste de África.

## Descripción

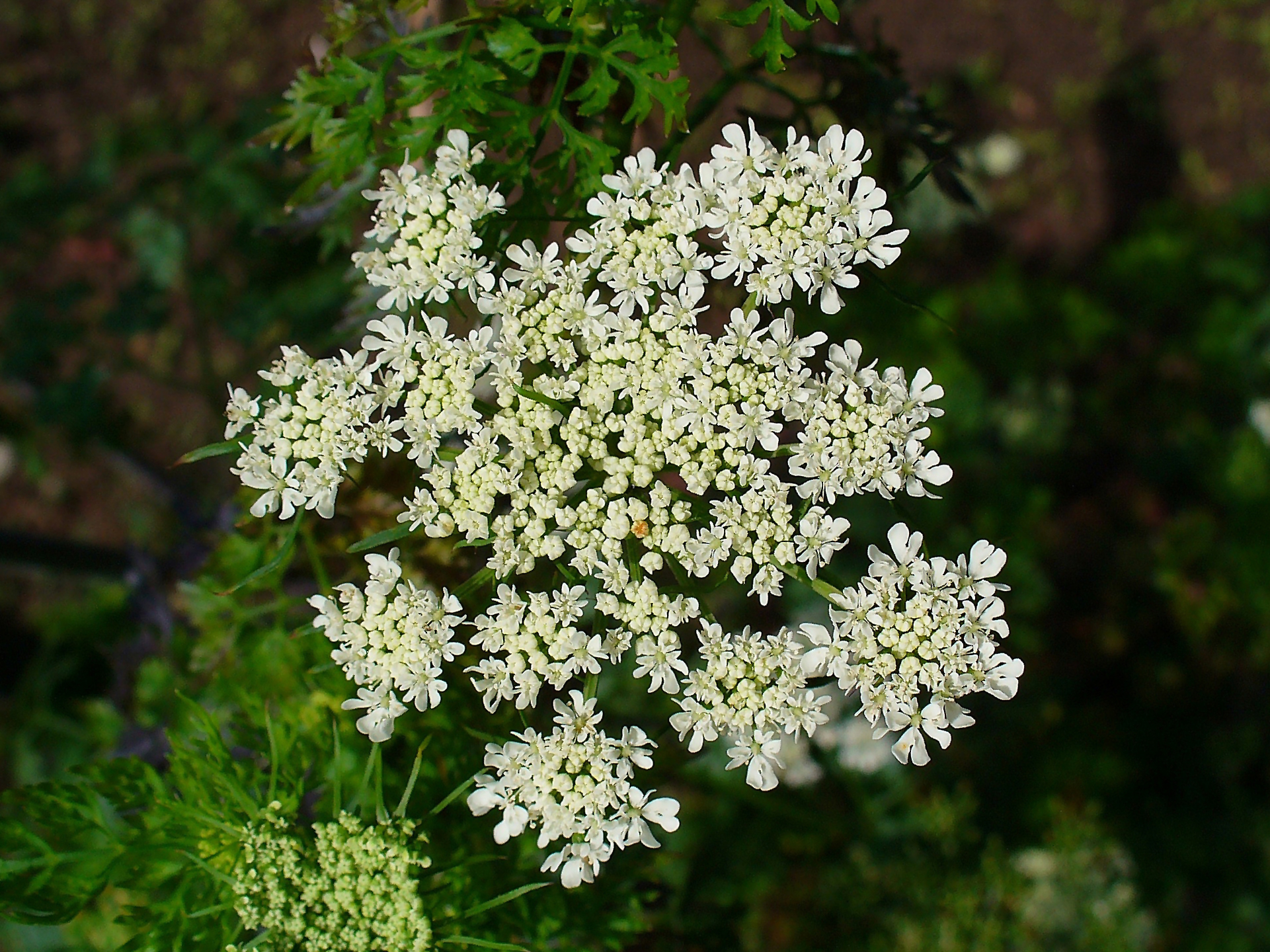
Aethusa cynapium. Inflorescencia.

Es una planta herbácea anual o bienal con raíz fusiforme y tallo hueco, liso y ramificado que alcanza 80 cm de altura. Las hojas muy divididas con olor desagradable. Las flores son blancas irregulares y pequeñas. Las flores frescas son venenosas perdiendo su toxicidad al secarse. Se ha extendido a otras partes del mundo y es considerada como invasora.[cita requerida]
Hábitat
Se encuentra en campos, mieses y cultivos, escombros y bosques aclarados, en regiones frías y lluviosas.

## Taxonomía
Aethusa cynapium fue descrita por Carlos Linneo y publicado en Species Plantarum 1: 256. 1753.
Sinonimia
- Aethusa segetalis Boenn.[3]
- Aethusa cicuta Neck.
- Aethusa cynica Dulac
- Aethusa elata Friedl. ex Fisch.
- Aethusa micrantha Opiz ex Nyman
- Aethusa petroselinifolia Gilib.
- Aethusa tenuifolia Gray
- Aethusa toxicaria Salisb.
- Cicuta cynapicum Crantz
- Cicuta minor Garsault
- Coriandrum cynapium Crantz  Basónimo
- Selinum cynapium E.H.L.Krause

Nombres comunes
- Castellano: apio de perro, cicuta de olor de apio, cicuta menor, perejil bastardo, perejil de perro, perejil loco, perejil traidor.[4]

## Propiedades
Principios activos
Contiene alcaloides piperidínicos como la cicutina y la cinapina.
Indicaciones
Es antiespasmódico, estomacal, sedante.[cita requerida] Parece que las semillas son la parte más tóxica. Los envenenamientos se han producido por confundir sus hojas con las del perejil, aunque se diferencian por su mal olor. Los síntomas cursan con náuseas, vómitos, diarrea, intensa salivación, dolor de cabeza, temblores musculares, dolor en las extremidades y dificultad en el movimiento. No suele ser mortal y el tratamiento es lavado de estómago y reposición de fluidos.[cita requerida]
 Aviso médico